# Automatisk vagtplanlægning
šAutomatisk vagtplanlægning er et kombinatorisk optimeringsproblem, med multiple mulige løsninger. At der er mange løsninger, betyder ikke at der er mange løsninger, der kan anvendes i praktisk. For udtale sig om hvilken af løsninger, der er bedst er det nødvendigt med en metrik til at måle hvor god den enkelte løsning er. Det kan f.eks. være en metrik der måler medarbejdernes tilfredshed med planen. I automatisk vagtplanlægning skal der tages hensyn til mange forhold. Det drejer sig bl.a. om arbejdstidsregler, aftalt arbejdstid, aftalt frihed, kvalifikationer og behov for ressourcer. For at løse et vagtplanlægningssystem opstilles der først en model for problemet. Typisk med en omkostningfunktion, der skal minimeres. Det kan f.eks. være lønudgiften. Efterfølgende skal alle de bibetingelser, der skal opfyldes for at problemet kan løses formuleres. F.eks. at en person ikke kan have flere vagter på samme tid, at en person får nok vagter til at personens normeringtid bliver opfyldt, at 11-timers reglen bliver overholdt, at der er personer på vagt til at dække behovene, etc, etc. Efter endt problemformulering kan der vælges forskellige metoder til at løse problemet. Mange forskellige heuristiske algoritmer kan generere vagtplaner.
Inden for operationsanalyse er vagtplanlægning et helt fagområde, det har endda fået sit eget navn: assignment problem.  
| Software | Spire Denne artikel om software og programmering er en spire som bør udbygges. Du er velkommen til at hjælpe Wikipedia ved at udvide den. |